# 查基科查山 (卡爾卡區)
13°15′51″S 72°02′53″W / 13.26417°S 72.04806°W

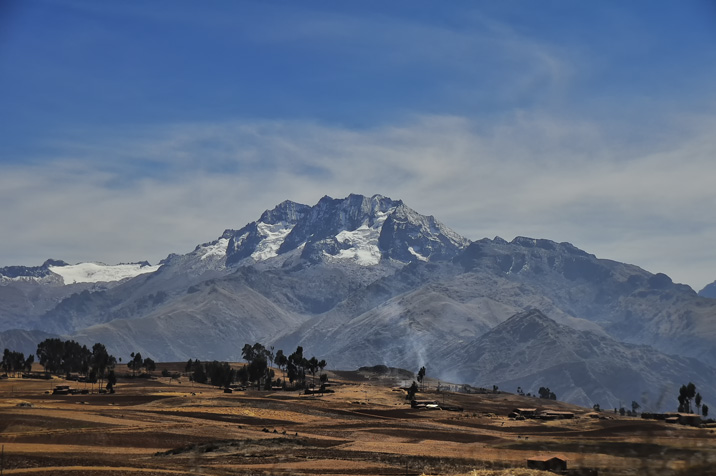

查基科查山（Chaquicocha），是秘魯的山峰，位於該國東南部庫斯科大區，由卡爾卡省的卡爾卡區負責管轄，屬於烏魯潘帕山脈的一部分，海拔高度4,895米。